# Нехаєнко Степан Якович
Степан Якович Нехаєнко (7 жовтня 1922, Танюшівка — 25 лютого 1996, Київ) — радянський офіцер, Герой Радянського Союзу, в роки німецько-радянської війни командир роти 17-го гвардійського стрілецького полку 5-ї гвардійської стрілецької дивізії 11-ї гвардійської армії 3-го Білоруського фронту, гвардії старший лейтенант.

## Біографія
Народився 7 жовтня 1922 року в селі Танюшівці Новопсковського району Луганської області в селянській родині. Українець. Член КПРС з 1945 року. Закінчив середню школу.
У жовтні 1941 року призваний до лав Червоної Армії. Закінчив курси молодших лейтенантів. У боях німецько-радянської війни з серпня 1942 року. Воював на 3-му Білоруському фронті.
У ніч на 25 квітня 1945 року гвардії старший лейтенант С. Я. Нехаєнко вміло організував форсування протоки, що з'єднує Балтійське море з затокою Фрішес-Хафф (нині Калінінградська затока). Рота захопила плацдарм на узбережжі коси Фріше-Нерунг (нині Балтійська), утримавши захоплений рубіж до підходу підкріплення — десант на косу Фріше-Нерунг.
Указом Президії Верховної Ради СРСР від 29 червня 1945 року за зразкове виконання бойових завдань командування і проявлені при цьому мужність і героїзм гвардії старшому лейтенанту Степану Яковичу Нехаєнку присвоєно звання Героя Радянського Союзу з врученням ордена Леніна і медалі «Золота Зірка» (№ 7653).

Могила Степана Нехаєнка

Після закінчення війни продовжив службу в армії. Закінчив Військову академію імені М. В. Фрунзе. Працював райвоєнкомом в Києві.
З 1973 року полковник С. Я. Нехаєнко — в запасі. Жив у Києві. Помер 25 лютого 1996 року. Похований у Києві на Лук'янівському військовому кладовищі.

## Нагороди
Нагороджений орденом Леніна, орденом Вітчизняної війни 1-го ступеня, двома орденами Червоної Зірки, медалями.